# Espéraza
Espéraza ist eine französische Gemeinde im Arrondissement Limoux, im Département Aude und in der Region Okzitanien in den Ausläufern der Pyrenäen. Sie hat 1.695 Einwohner (Stand: 1. Januar 2022). Espéraza gehört zum Kanton La Haute-Vallée de l’Aude und zum Gemeindeverband Pyrénées Audoises. Die Einwohner werden Espérazannais genannt.

## Geographie
Espéraza liegt etwa 33 Kilometer südsüdwestlich von Carcassonne an der Aude. Umgeben wird Espéraza von den Nachbargemeinden Antugnac im Norden, Couiza im Nordosten, Rennes-le-Château im Osten, Granès im Südosten, Saint-Ferriol im Süden, Campagne-sur-Aude im Südwesten sowie Val-du-Faby mit Fa im Westen.
Das Gemeindegebiet ist Teil des Regionalen Naturparks Corbières-Fenouillèdes.
Als Weinbaugebiet ist die Gemeinde für die Sorten Blanquette méthode ancestrale, Blanquette de Limoux und Crémant de Limoux bekannt.

## Bevölkerungsentwicklung
| 1962                       | 1968 | 1975 | 1982 | 1990 | 1999 | 2006 | 2012 | 2018 |
| -------------------------- | ---- | ---- | ---- | ---- | ---- | ---- | ---- | ---- |
| 2939                       | 2766 | 2529 | 2512 | 2250 | 2129 | 2174 | 2044 | 1800 |
| Quellen: Cassini und INSEE |      |      |      |      |      |      |      |      |

## Sehenswürdigkeiten

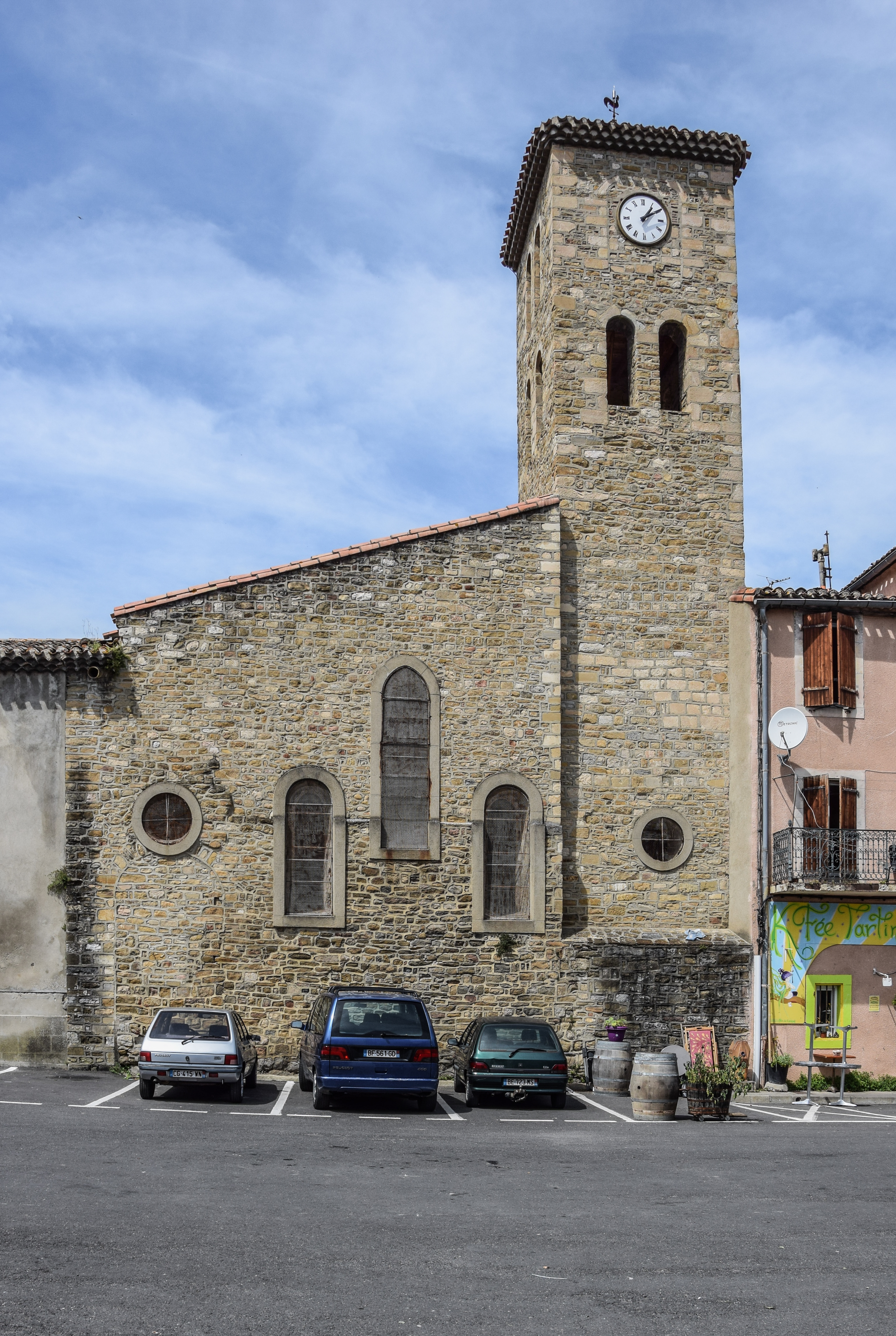
Kirche Saint-Michel

- Kirche Saint-Michel aus dem 13. Jahrhundert, 1575 zerstört, im 17. Jahrhundert wieder aufgebaut, Monument historique
- Brücke über die Aude
- Dinosauriermuseum

## Persönlichkeiten
- Pierre-Marie Rougé (1910–1977), Bischof von Nîmes (1959–1977)
- Jean Clottes (* 1933), Archäologe (Ur- und Frühgeschichte)
- Jean-Pierre Boccardo (1942–2019), Leichtathlet, Mittelstreckenläufer (400 m)

## Gemeindepartnerschaften
Mit den spanischen Gemeinden Vidreres in Katalonien und Alanís in Andalusien bestehen Partnerschaften.